# Dasychira curvivirgata
Dasychira curvivirgata är en fjärilsart som beskrevs av Karsch 1895. Dasychira curvivirgata ingår i släktet Dasychira och familjen tofsspinnare. Inga underarter finns listade i Catalogue of Life.